# Don't Start Now (canción de Dua Lipa)
«Don't Start Now» es una canción de la cantante albanobritánica Dua Lipa. Fue escrita por Lipa, Emily Warren, Ian Kirkpatrick y Caroline Ailin. Se lanzó el 31 de octubre de 2019, a través de Warner Bros. Records como el primer sencillo de su segundo álbum de estudio Future Nostalgia.
La canción se posicionó número uno en las listas semanales de Croacia, Ecuador, Israel e Irlanda. «Don't Start Now» alcanzó el número dos en la Billboard Hot 100 (Estados Unidos), siendo esta la primera entrada de Dua Lipa a los primeros cinco puestos y su primer número uno en las listas. También alcanzó los diez primeros lugares en otros treinta y cinco países. La pista se certificó en varios países, destacando el disco doble de platino de Canadá, Estados Unidos, Reino Unido, y el triple disco de diamante de Brasil.

## Antecedentes y promoción
A principios de octubre, la cantante anunció que volvería con nueva música. Tiempo después, borró todas sus publicaciones de sus redes sociales.  El 10 de octubre de 2019, Variety mencionó la fecha de lanzamiento del sencillo en un artículo sobre el trabajo de Lipa, pero posteriormente editó la fecha de lanzamiento a "pronto". Los seguidores de la cantante filtraron el título y la letra de la canción en Twitter el 14 de octubre de 2019.
El 15 de octubre de 2019, se vio a Lipa grabando un video con una pizarra que sería el video para «Don't Start Now». El 22 de octubre de 2019, la cantante publicó un video de ella en un traje amarillo y con una melena rubia posando en una silla con el subtítulo «Don't Start Now», y en el clip se encuentra un audio de la canción que se reproduce en el fondo. El 24 de octubre de 2019, Lipa anunció a través de sus redes sociales, que la pista se lanzará el 1 de noviembre de 2019, junto a la portada del sencillo.
La canción se puso a disposición para guardar previamente en Spotify el 25 de octubre de 2019, mientras que YouTube Music promovió el lanzamiento con vallas publicitarias en Londres y Times Square. La canción también fue promocioanda con su propio filtro en Snapchat.
«Don't Start Now» se estrenó el 31 de octubre de 2019 a las 13:00 HST (23:00 UTC). La señal The Radio 1 Breakfast Show tocó exclusivamente la canción para un fanático de Lipa antes de su lanzamiento. El 15 de noviembre de 2019, se lanzaron un video vertical y un video lírico para la pista en Spotify y YouTube, respectivamente. Un video musical en vivo dirigido por Daniel Carberry se estrenó el 10 de enero de 2020, con Lipa interpretando una versión extendida de la canción en Los Ángeles.

## Composición y producción
Lipa escribió «Don't Start Now» con el mismo equipo que escribió su sencillo «New Rules» de 2017: Caroline Ailin, Emily Warren e Ian Kirkpatrick. La canción surgió después de que el jefe de A&R en el sello discográfico de Lipa, Joe Kentish, desafió a Kirkpatrick a fines de 2018 para recrear el éxito de «New Rules». La primera sesión de escritura en la casa de Warren en Wyoming fue improductiva. Kirkpatrick también trabajó con el productor J Kash, invitando a varios escritores a ayudar a encontrar un sonido para la canción que se convirtió en un vaivén entre 1980 y la música disco. El tema finalmente se escribió con Lipa en enero de 2019. Kirkpatrick envió la versión final a Lipa cuando asistió al Festival de Glastonbury en junio de 2019.
La canción dura tres minutos y tres segundos, y los críticos de música la han descrito como una canción nu-disco y funk, compuesta en clave de Si menor, con un tempo de 124 latidos por minuto. Construidos en forma de verso-coro, los versos tienen una progresión de acordes Em – Bm – G – D – A, mientras que el coro sigue una secuencia Bm – D – Em7 – F ♯ m7 – Gmaj7. La pista hace uso de un funk que se intercambia con acordes de piano.
La canción comienza con una introducción de piano de tres acordes y un sonido fuzz. El rango vocal de Lipa se extiende desde la clave de A 3 a D 5. Según la cantante, las letras tienen un tema de empoderamiento y se trata de «avanzar de una relación pasada» y «que no se interponga en el camino». Ella celebra su independencia, y usa instrucciones de viñetas para dirigirse directamente a un ex relación. En su revisión para Stereogum, Peter Helman escribió que mientras «New Rules» trataba sobre las «consecuencias inmediatas de una ruptura», «Don't Start Now» es «una secuela, prueba de que esas nuevas reglas realmente funcionan».

## Vídeo musical
El video musical de «Don't Start Now» se filmó el 14 de octubre de 2019 en Brooklyn. Lipa decidió en el último minuto incluir la escena final al comienzo del video. Se estrenó en YouTube el 1 de noviembre de 2019 a las 06:00 PT (13:00 UTC) y fue promocionado con un tráiler el día lanzamiento de la canción. Fue dirigido por Nabil Elderkin.
El video comienza con Lipa saliendo de un club nocturno y arrojando una cámara de disparo de punto de vista en una acera. El clip se oscurece brevemente antes de retroceder a una escena de cinco horas antes. En esta escena, entra a un pub y se quita su chaqueta naranja Raf Simons para actuar en el escenario con un top de sujetador amarillo Versace. Luego, el clip se corta en un club nocturno lleno de gente donde Lipa baila bajo una bola de discoteca. En la siguiente escena, baila en una fiesta de disfraces del siglo XIX antes de darse cuenta de que las pinturas en el baile cobran vida.
Amy Francombe de The Face dijo que el estilo de dirección característico de Elderkin «brilla» con el uso de esquemas de color neón. Brendan Wetmore de Paper describió el video como «algo sacado directamente del género TikTok y puesto en Vevo». En su revisión para Vogue, Rachel Hahn lo calificó como «un buen escaparate para una ruptura» y dijo que Lipa parecía «despreocupada de la mejor manera posible».

## Recepción

### Comentarios de la crítica
«Don't Start Now» recibió mayormente críticas favorables, algunos destacaron la voz de Lipa. Caitlin Kelley de Forbes comentó que en «Don't Start Now» Lipa «conoce el poder de una ruptura», además de añadir que «la canción atraviesa un territorio familiar, convirtiendo una relación rota en un himno de empoderamiento». Rania Aniftos de Billboard comentó  que «la canción está lista para una pista de baile con un mensaje de adiós a su antigua relación, a quien definitivamente no echa de menos». Sydney Bucksbaum de Entertainment Weekly comentó que con la canción «Lipa demuestra que la apatía es más profunda que el odio cuando se trata de una antigua relación». En su reseña de Future Nostalgia para NME, Rhian Daly consideró la canción como una «poderosa perfección pop». Jon Caramanica de The New York Times encontró la canción «efectiva pero no demasiada ambiciosa», argumentando que Lipa vende su «sentimiento de despedida con ritmo pero sin golpe».
En su crítica para Rolling Stone, Brittany Spanos dijo que la canción evolucionó el sonido de Lipa y que «finalmente encuentra su equilibrio pop». Nick Malone de PopMatters escribió que la canción mostró un crecimiento significativo en el sonido y la identidad de la cantante. En su crítica para Los Angeles Times, Mikael Wood sintió que la voz de Lipa se volvía más conmovedora y se adaptaba al sonido retro de la canción.  Matthew Strauss, de Pitchfork elogió la voz de Lipa comentando que «su voz suena más fuerte que nunca». Laura Snapes de The Guardian citó la voz de Lipa como la mejor característica de la canción y escribió que se distinguía de los otros artistas contemporáneos con un estilo más retro, en lugar de «el sonido predominante influenciado por el rap». Jonathan Wright de God is in the TV compartió una visión similar, diciendo que el tema «no se inclina ante las tendencias pop actuales». Chris Willman de Variety, sintió que traía «un sonido profundo y optimista a la radio en el momento en que más se necesitaba».

### Resultados comerciales
La canción fue un éxito comercial mundial, encabezando las listas de éxitos en Croacia, Ecuador, Israel e Irlanda, su cuarto número uno en el último país. También alcanzó los diez primeros lugares en otros treinta y cinco países. Se convirtió en su séptima entrada entre los diez primeros en la lista de sencillos del Reino Unido y su primera entrada entre los cinco primeros en el Billboard Hot 100 de Estados Unidos, posicionándose en la ubicación dos. La pista se certificó oro en Alemania. También fue certificado disco de platino en Bélgica, Dinamarca, Francia, Italia y Noruega, doble de platino en Canadá, España, Estados Unidos, Nueva Zelanda Portugal, y el Reino Unido. En Australia alcanzó el cuádruple disco de platino, y en Brasil el tema se certificó con triple disco de diamante.

## Presentaciones en vivo
Lipa presentó «Don't Start Now» por primera vez en el programa de televisión The Graham Norton Show emitido el 1 de noviembre de 2019. El 3 de noviembre, la canción fue interpretada en vivo durante la ceremonia de los premios MTV Europe Music Awards en Sevilla, España. El 24 de noviembre, Lipa interpretó el tema en los American Music Awards 2019. Adicionalmente, la presentó en los ARIA Music Awards de 2019. El 28 de noviembre, Lipa interpretó la canción en el programa de televisión australiano Sunrise.
Después de presentar el tema en diversos programas a finales de 2019, el 9 de enero de 2020, interpretó la canción en pijama blanco en The Ellen DeGeneres Show. Durante la actuación, se proyectaron luces púrpuras y azules en el escenario, creando siluetas de Lipa y sus bailarines contra un fondo blanco. Ofreció una presentación virtual de la pista para The Late Late Show with James Corden el 30 de marzo de 2020, durante el aislamiento por la pandemia de coronavirus de 2019-20. Su banda y bailarines también se presentaron desde sus respectivos hogares a través de Zoom. El 22 de abril de 2020, virtualmente interpretó la canción en Big Brother Brasil 20.

## Lista de ediciones
| Descarga digital |                   |          |  |
| N.º              | Título            | Duración |  |
| 1.               | «Don't Start Now» | 3:03     |  |

| Descarga digital – Dom Dolla Remix |                                     |          |  |
| N.º                                | Título                              | Duración |  |
| 1.                                 | «Don't Start Now» (Dom Dolla Remix) | 3:31     |  |

| Descarga digital – Purple Disco Machine Remix |                                                |          |  |
| N.º                                           | Título                                         | Duración |  |
| 1.                                            | «Don't Start Now» (Purple Disco Machine Remix) | 3:37     |  |

| Descarga digital – Zach Witness Remix [Malibu Mermaids Version] |                                                                  |          |  |
| N.º                                                             | Título                                                           | Duración |  |
| 1.                                                              | «Don't Start Now» (Zach Witness Remix) (Malibu Mermaids Version) | 4:52     |  |

| Descarga digital – Kungs Remix |                                 |          |  |
| N.º                            | Título                          | Duración |  |
| 1.                             | «Don't Start Now» (Kungs Remix) | 3:36     |  |

| Digital EP – Remixes |                                                                  |          |  |
| N.º                  | Título                                                           | Duración |  |
| 1.                   | «Don't Start Now» (Dom Dolla Remix)                              | 3:30     |  |
| 2.                   | «Don't Start Now» (Purple Disco Machine Remix)                   | 3:36     |  |
| 3.                   | «Don't Start Now» (Zach Witness Remix [Malibu Mermaids Version]) | 4:52     |  |
| 4.                   | «Don't Start Now» (Kungs Remix)                                  | 3:36     |  |
| 5.                   | «Don't Start Now» (Pink Panda Remix)                             | 2:05     |  |
| 6.                   | «Don't Start Now»                                                | 3:03     |  |

| Descarga digital – Regard Remix |                                  |          |  |
| N.º                             | Título                           | Duración |  |
| 1.                              | «Don't Start Now» (Regard Remix) | 3:08     |  |

| Descarga digital – Live in LA Remix |                                      |          |  |
| N.º                                 | Título                               | Duración |  |
| 1.                                  | «Don't Start Now» (Live in LA Remix) | 5:40     |  |

## Posicionamiento en listas
| Listas (2019-2020)                        | Mejor posición |
| ----------------------------------------- | -------------- |
| Alemania (Official German Charts)         | 10             |
| Argentina (Argentina Hot 100)             | 12             |
| Australia (ARIA)                          | 2              |
| Austria (Ö3 Austria Top 40)               | 6              |
| Bélgica (Ultratop 50) Flanders            | 2              |
| Bélgica (Ultratop 50) Wallonia            | 3              |
| Bolivia (Monitor Latino)                  | 7              |
| Brasil (Top 100 Brasil)                   | 41             |
| Bulgaria (PROPHON)                        | 3              |
| Canadá (Canadian Hot 100)                 | 3              |
| Canadá AC (Billboard)                     | 13             |
| Canadá CHR/Top 40 (Billboard)             | 1              |
| Canadá Hot AC (Billboard)                 | 2              |
| Croacia (HRT)                             | 1              |
| Colombia (National-Report)                | 19             |
| Corea del Sur (Gaon)                      | 22             |
| Chile (Monitor Latino)                    | 4              |
| CIS (Tophit)                              | 7              |
| Costa Rica (Monitor Latino)               | 15             |
| Dinamarca (Tracklisten)                   | 12             |
| Ecuador (National-Report)                 | 1              |
| El Salvador (Monitor Latino)              | 9              |
| Escocia (Official Charts Company)         | 2              |
| Eslovaquia (Radio Top 100)                | 3              |
| Eslovaquia (Singles Digitál Top 100)      | 3              |
| Eslovenia (SloTop50)                      | 1              |
| España (PROMUSICAE)                       | 12             |
| Estados Unidos (Billboard Hot 100)        | 2              |
| Estados Unidos (Adult Contemporary)       | 10             |
| Estados Unidos (Adult Top 40)             | 1              |
| Estados Unidos (Dance/Mix Show Airplay)   | 1              |
| Estados Unidos (Dance Club Songs)         | 1              |
| Estados Unidos (Mainstream Top 40)        | 1              |
| Estados Unidos (Rhythmic)                 | 31             |
| Estados Unidos (Rolling Stone Top 100)    | 3              |
| Estonia (Eesti Ekspress)                  | 4              |
| Europa Digital Songs (Billboard)          | 2              |
| Finlandia (Suomen virallinen lista)       | 13             |
| Francia (SNEP)                            | 12             |
| Grecia (International Digital Singles)    | 3              |
| Hungría (Single Top 40)                   | 2              |
| Hungría (Stream Top 40)                   | 2              |
| Irlanda (IRMA)                            | 1              |
| Islandia (Tonlist)                        | 31             |
| Israel (Media Forest)                     | 1              |
| Italia (FIMI)                             | 11             |
| Japón (Japan Hot 100)                     | 79             |
| Letonia (Latvijas Top 40)                 | 5              |
| Líbano (Lebanese Top 20)                  | 7              |
| Lituania (AGATA)                          | 2              |
| Luxemburgo Digital Songs (Billboard)      | 4              |
| Malasia (RIM)                             | 5              |
| México Airplay (Billboard)                | 1              |
| Noruega (VG-lista)                        | 5              |
| Nueva Zelanda Hot Singles (RMNZ)          | 3              |
| Países Bajos (Dutch Top 40)               | 2              |
| Países Bajos (Single Top 100)             | 5              |
| Panamá (Monitor Latino)                   | 12             |
| Paraguay (Monitor Latino)                 | 7              |
| Perú (Monitor Latino)                     | 6              |
| Polonia (Polish Airplay Top 100)          | 4              |
| Portugal (AFP)                            | 3              |
| Reino Unido (UK Singles Chart)            | 2              |
| República Checa (Rádio Top 100)           | 2              |
| República Checa (Singles Digitál Top 100) | 4              |
| Rumania (Airplay 100)                     | 8              |
| Rusia Airplay (Tophit)                    | 7              |
| Singapur (RIAS)                           | 1              |
| Suecia (Sverigetopplistan)                | 12             |
| Suiza (Schweizer Hitparade)               | 7              |
| Ucrania Airplay (Tophit)                  | 19             |
| Uruguay (Monitor Latino)                  | 7              |
| Venezuela Anglo (Record Report)           | 2              |
| Venezuela Pop (Record Report)             | 16             |

| Listas (2019)              | Mejor posición |
| -------------------------- | -------------- |
| Brasil (Pro-Música Brasil) | 13             |

| Listas (2019)               | Mejor posición |
| --------------------------- | -------------- |
| CIS (Tophit)                | 184            |
| Hungría (Single Top 40)     | 77             |
| Países Bajos (Dutch Top 40) | 68             |
| Rusia Airplay (Tophit)      | 168            |

## Certificaciones
| País (organismo certificador) | Certificación | Unidades certificadas |
| ----------------------------- | ------------- | --------------------- |
| Alemania (BVMI)               | Oro           | 200 000               |
| Australia (ARIA)              | 4x Platino    | 280 000               |
| Bélgica (BEA)                 | 2x Platino    | 80 000                |
| Brasil (Pro-Música Brasil)    | 3x Diamante   | 480 000               |
| Canadá (Music Canada)         | 5x Platino    | 160 000               |
| Dinamarca (IFPI)              | Platino       | 90 000                |
| España (PROMUSICAE)           | 2x Platino    | 80 000                |
| Francia (SNEP)                | Platino       | 200 000               |
| Estados Unidos (RIAA)         | 4x Platino    | 4 000 000             |
| Italia (FIMI)                 | 2x Platino    | 140 000               |
| Noruega (IFPI)                | 2x Platino    | 120 000               |
| Nueva Zelanda (RIANZ)         | 3x Platino    | 90 000                |
| Polonia (ZPAV)                | 3x Platino    | 60 000                |
| Portugal (AFP)                | 3x Platino    | 30 000                |
| Reino Unido (BPI)             | 2x Platino    | 1 200 000             |

## Premios y nominaciones
| Año  | Premiación               | Categoría                        | Resultado | Ref.            |
| ---- | ------------------------ | -------------------------------- | --------- | --------------- |
| 2020 | American Music Awards    | Canción Favorita de Pop/Rock     | Ganador   | [ 176 ]         |
| 2020 | LOS40 Music Awards       | Mejor canción internacional      | Nominado  | [ 177 ]         |
| 2020 | MTV Europe Music Awards  | Mejor canción                    | Nominado  | [ 178 ]         |
| 2020 | MTV Video Music Awards   | Mejor dirección                  | Nominado  | [ 179 ]         |
| 2021 | Billboard Music Awards   | Canción más radiada              | Nominado  | [ 180 ]         |
| 2021 | BMI Pop Awards           | Reconocimiento especial          | Ganador   | [ 181 ]         |
| 2021 | Grammy Awards            | Grabación del año                | Nominado  | [ 182 ]         |
| 2021 | Grammy Awards            | Canción del año                  | Nominado  | [ 182 ]         |
| 2021 | Grammy Awards            | Mejor interpretación pop solista | Nominado  | [ 182 ]         |
| 2021 | iHeartRadio Music Awards | Canción del año                  | Nominado  | [ 183 ] [ 184 ] |
| 2021 | iHeartRadio Music Awards | Mejor videoclip                  | Nominado  | [ 183 ] [ 184 ] |
| 2021 | iHeartRadio Music Awards | Mejor letra                      | Nominado  | [ 183 ] [ 184 ] |

## Historial de lanzamiento
| País           | Fecha                  | Formato                      | Discográfica | Ref     |
| -------------- | ---------------------- | ---------------------------- | ------------ | ------- |
| Varios         | 31 de octubre de 2019  | Descarga digital y streaming | Warner Bros. | [ 94 ]  |
| Australia      | 1 de noviembre de 2019 | Radio hit contemporánea      | Warner Bros. | [ 185 ] |
| Italia         | 1 de noviembre de 2019 | Radio hit contemporánea      | Warner Bros. | [ 186 ] |
| Reino Unido    | 1 de noviembre de 2019 | Radio hit contemporánea      | Warner Bros. | [ 187 ] |
| Estados Unidos | 5 de noviembre de 2019 | Radio hit contemporánea      | Warner Bros. | [ 188 ] |